# 里德·怀斯曼
格雷戈里·里德·怀斯曼（英語：Gregory Reid Wiseman，1975年11月11日—）是美国太空人、工程师、海军飞行员。2022年11月14日前，他一直担任美国国家航空航天局宇航员办公室主任。
怀斯曼于2009年6月被选入美国国家航空航天局第二十组宇航员，并于2011年获得宇航员资格。怀斯曼作为远征40/41任务成员参加其第一次太空飞行，该乘组于2014年5月28日被发射到国际空间站并于11月10日返回。加入NASA前，怀斯曼是一名海军飞行员和试飞员。自2017年6月起，他担任宇航员办公室副主任，在首席宇航员帕特里克·弗雷斯特的领导下工作。2020年12月18日，他升职为美国国家航空航天局宇航员办公室主任。2022年12月，怀斯曼辞去了这一职位并由他的副手德鲁·费斯特尔（Drew Feustel）接替，后者成为代理局长，直到约瑟夫·阿卡巴于2023年2月接任局长。
怀斯曼被选为阿提米絲2號任务乘组的指令长，该飞行任务计划于2026年飞越月球。怀斯曼将成为1972年阿波罗17号任务指令长尤金·塞尔南以来的首位指令长。